# Andrzej Tichý
Andrzej Tichý, född 19 december 1978 i Prag, och sedan 1981 bosatt i Malmö, är en svensk författare av polsk-tjeckiskt ursprung.

## Författarskapet
Tichý har skrivit flera romaner och anses vara en av de viktigaste romanförfattarna i sin generation.. Han har nominerats till Nordiska rådets litteraturpris och Augustpriset för årets bästa skönlitterära bok 2016. Hans femte roman, Eländet (2020), utgiven av det brittiska bokförlaget And Other Stories är den första som översatts till engelska och fokuserar på invandrare och migrationskrisen i Sverige. I en intervju om boken i The Guardian sa Tichý: "Från utsidan var Sverige detta paradis. Men det var aldrig egentligen sant."

## Bokrecensioner
Tichý har mottagit flera positiva recensioner av litteraturkritiker för sina böcker. Han har beskrivits ha ett precist och poetiskt språk, med vilket han skildrar samtidsfrågor, svensk samhällsutveckling och ger marginaliserade grupper en röst. Exempelvis hans roman "Eländet" beskrivs som en "sorgesång över människor med små chanser att undkomma 'den där platsen' ödet bestämt åt dem" (Motala Tidning), samtidigt som den hyllas för sin "episka, strålande energi" (Skånska Dagbladet).

## Priser och utmärkelser
- 2006 – Albert Bonniers stipendiefond för yngre och nyare författare
- 2006 – Borås Tidnings debutantpris
- 2008 – Stipendium ur Gerard Bonniers donationsfond
- 2009 – Nominerad till Nordiska rådets litteraturpris
- 2013 – Aftonbladets litteraturpris
- 2014 – Nominerad till Nordiska rådets litteraturpris
- 2016 – Nominerad till Augustpriset 2016 för Årets svenska skönlitterära bok.
- 2018 – Eyvind Johnsonpriset
- 2018 – Sigtunastiftelsens författarstipendium
- 2021 – Sydsvenska Dagbladets Kulturpris
- 2021 – Nominerad till Nordiska rådets litteraturpris
- 2021 – Nominerad till Bookerpriset[9]
- 2022 – Ivar Lo-Johanssons personliga pris[10]
- 2025 – Karl Vennbergs pris från Samfundet De Nio[11]